# Aeroportul Ushant
Aeroportul Ushant (IATA: OUI, ICAO: LFEC) este un aeroport din Ouessant, Cantonul Ouessant, Arondismentul Brest, Finistère, Bretania, Zona de apărare și securitate Vest⁠(d), Franța metropolitană, Franța ce deservește zona Ouessant. Aeroportul a fost tranzitat în 2022 de 3.328 de pasageri. A fost numit după zona deservită.
Situat la o altitudine de 43 m, aeroportul dispune de o singură pistă.